# ارمک کالیفرنیایی
ارمک کالیفرنیایی (نام علمی: Ephedra californica) نام یک گونه از سرده ارمک است.